# Aulnay (Charente-Maritime)
Aulnay of Aulnay-de-Saintonge, is een gemeente in het Franse departement Charente-Maritime en de regio Nouvelle-Aquitaine. De plaats maakt deel uit van het arrondissement Saint-Jean-d'Angély. Aulnay telde op 1 januari 2022 1.359 inwoners.

## Geografie
De oppervlakte van Aulnay bedroeg op 1 januari 2022 30,97 vierkante kilometer; de bevolkingsdichtheid was toen 43,9 inwoners per km².
De onderstaande kaart toont de ligging van Aulnay met de belangrijkste infrastructuur en aangrenzende gemeenten.

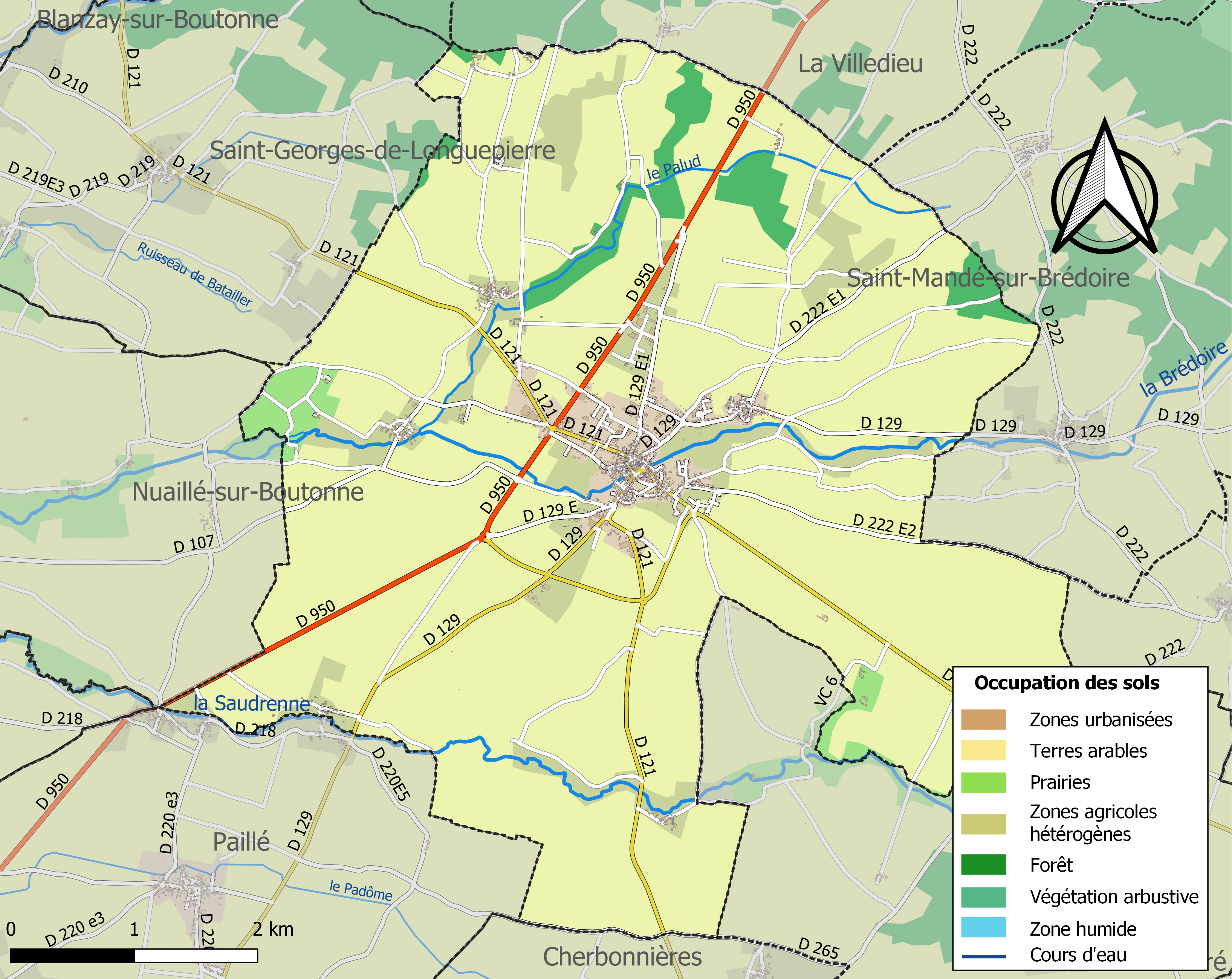

## Demografie
Onderstaande figuur toont het verloop van het inwonertal (bron: INSEE-tellingen).

## Afbeeldingen

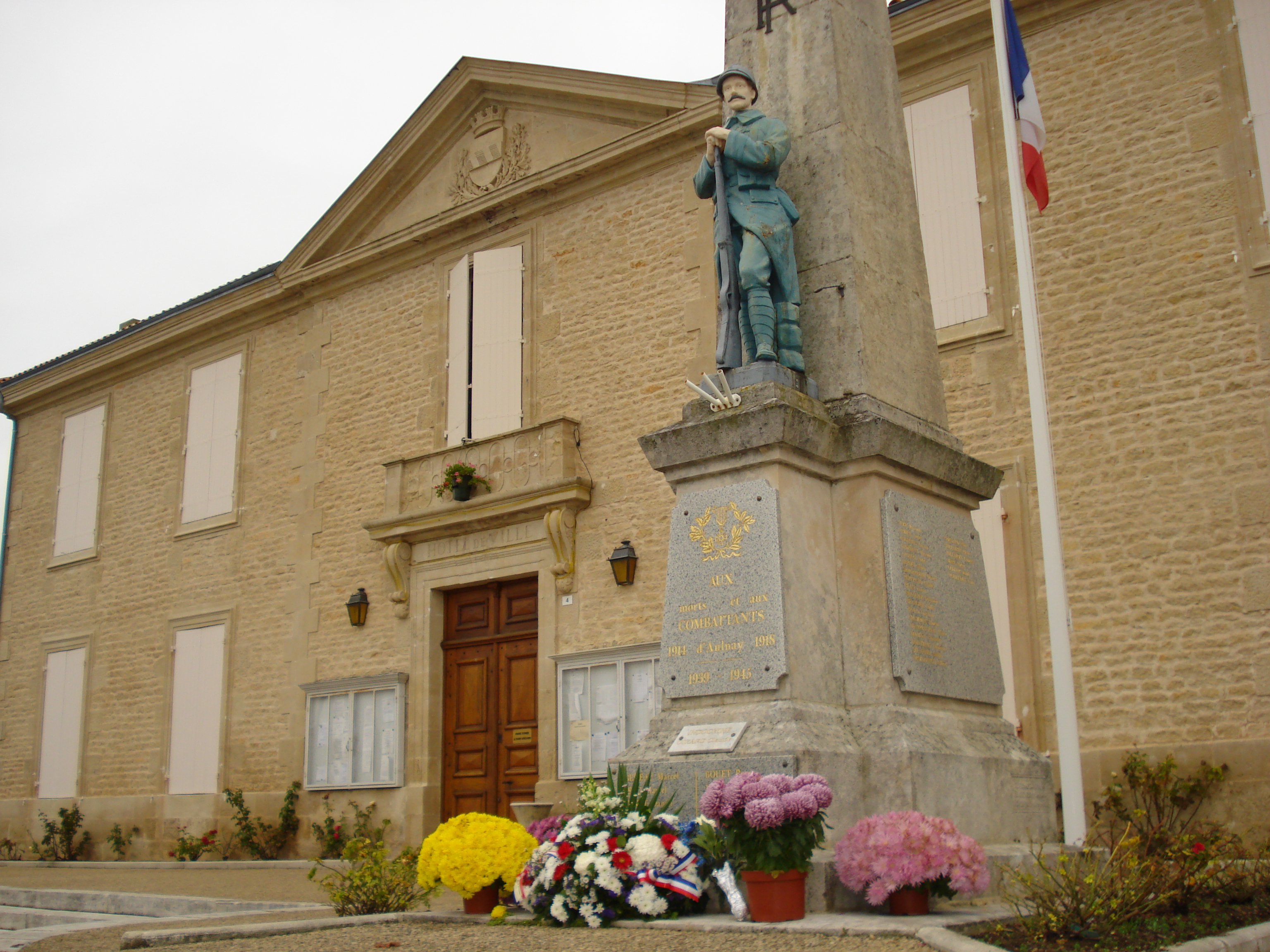
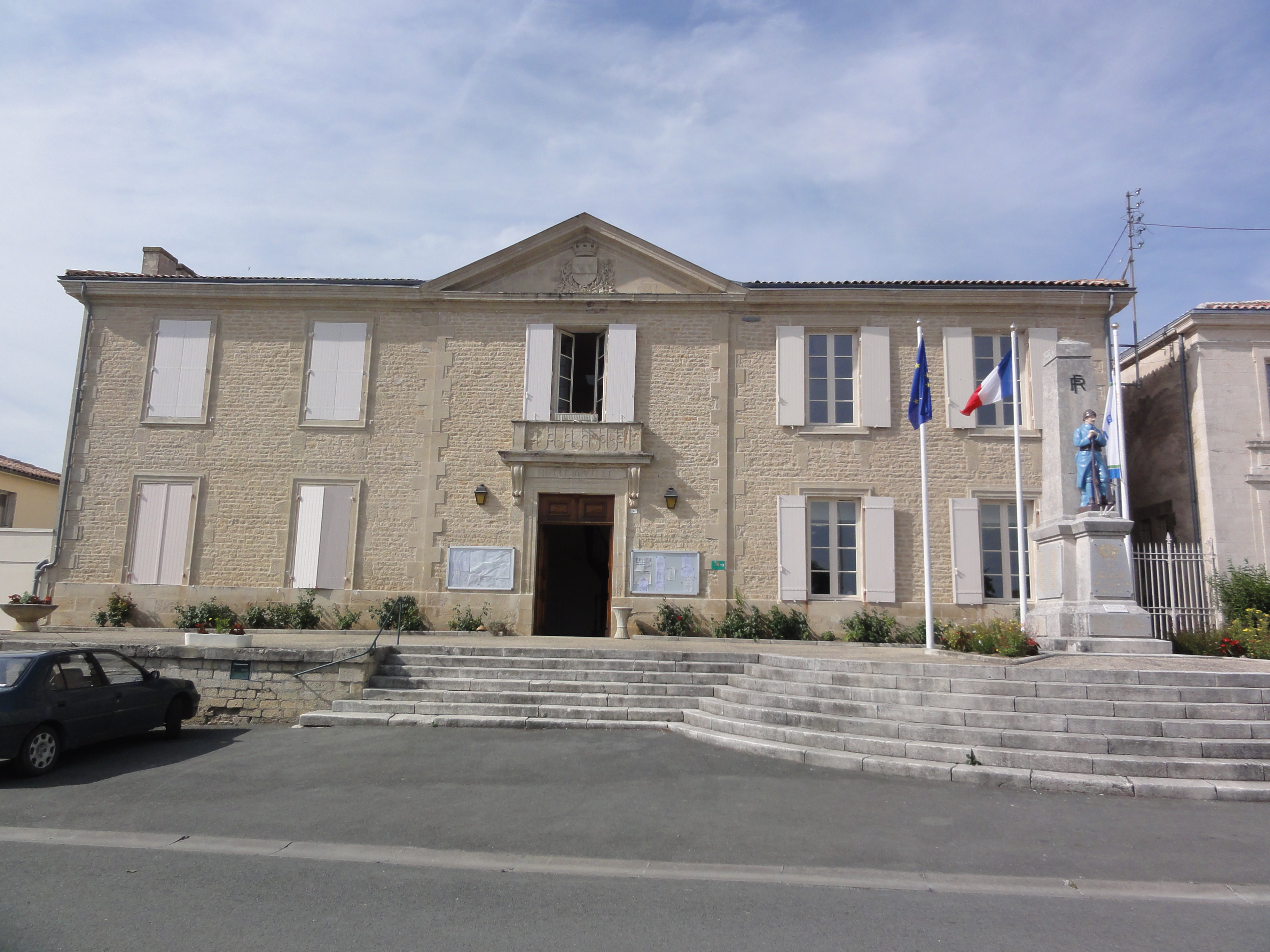
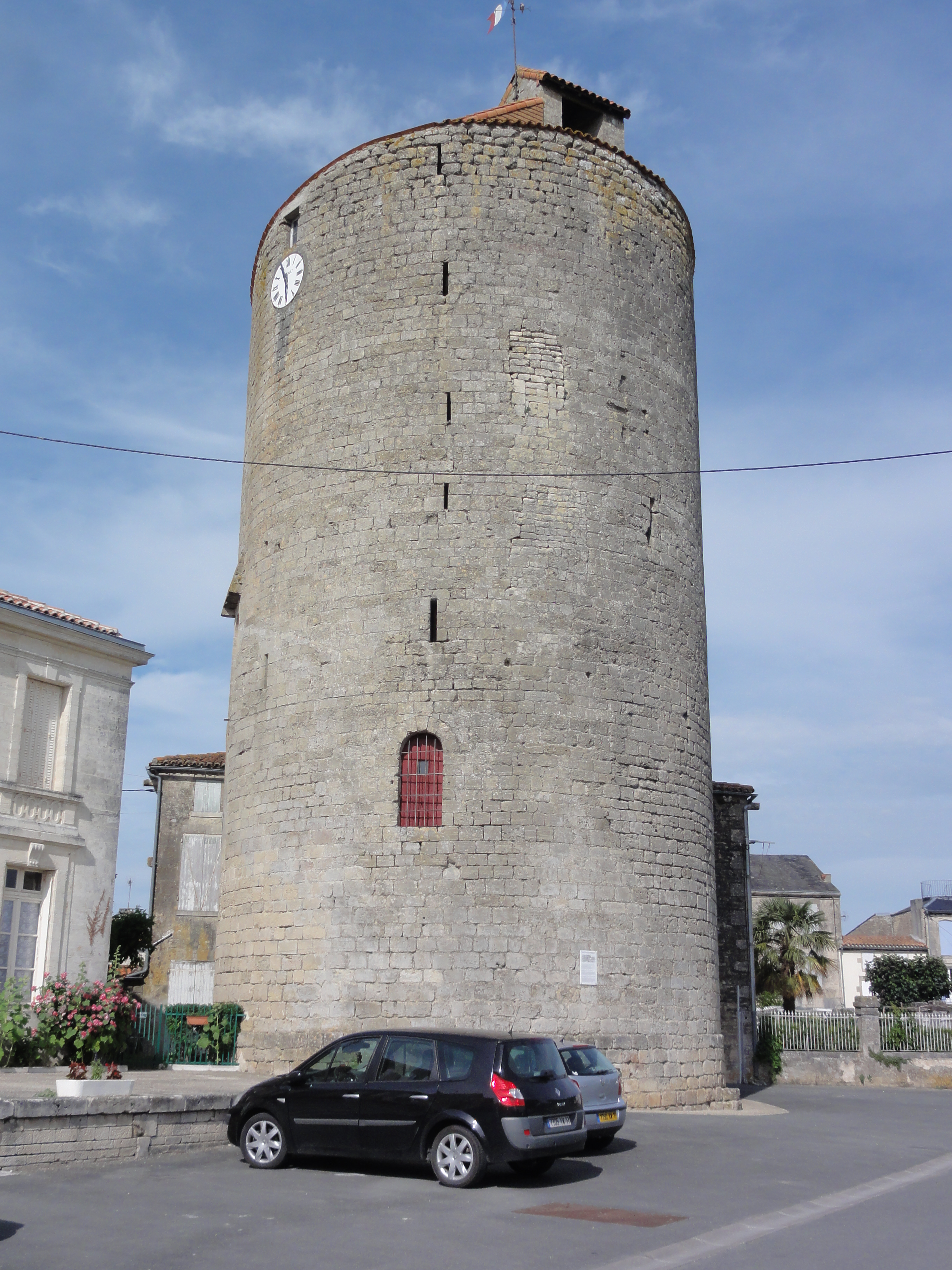
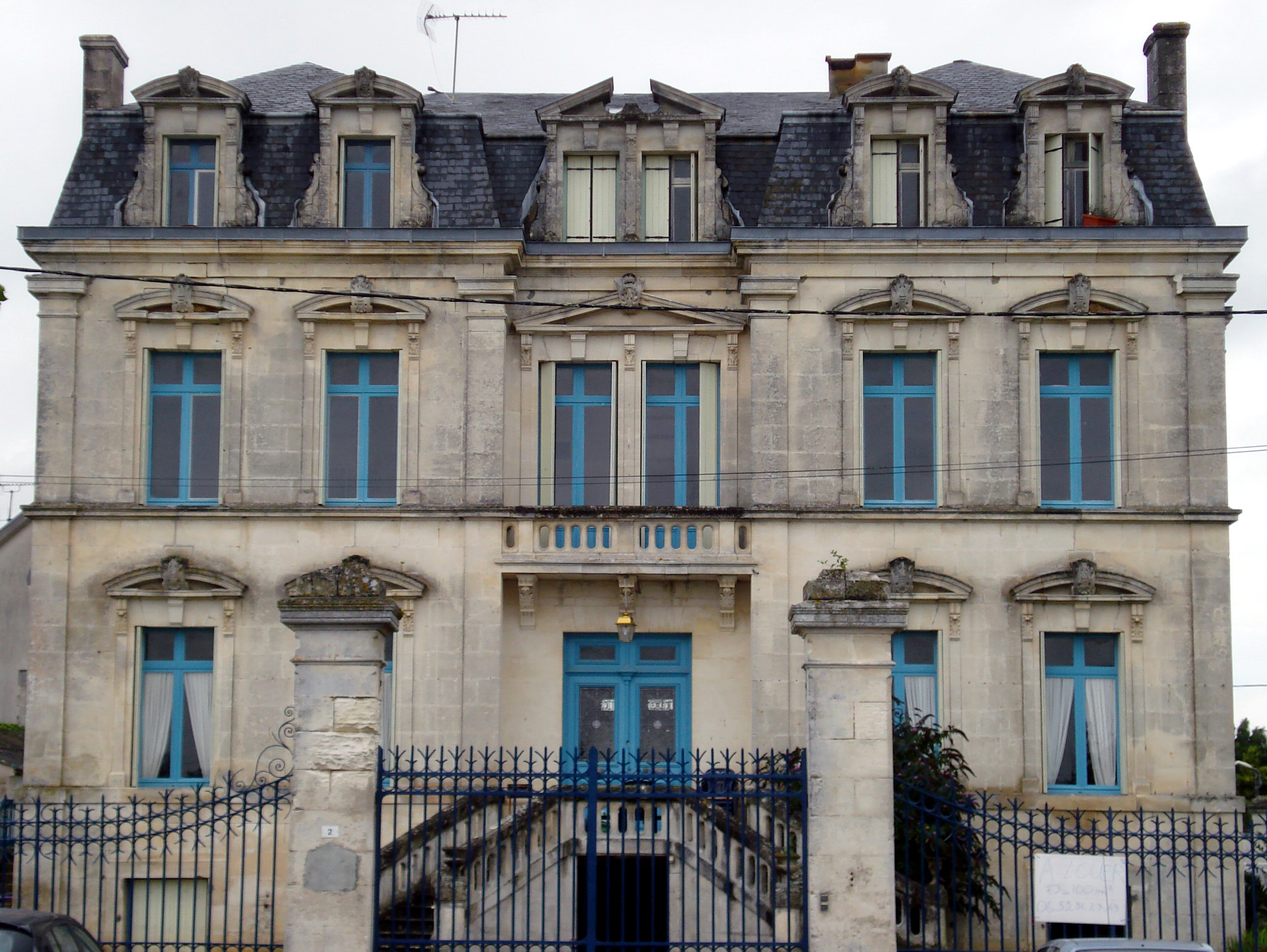
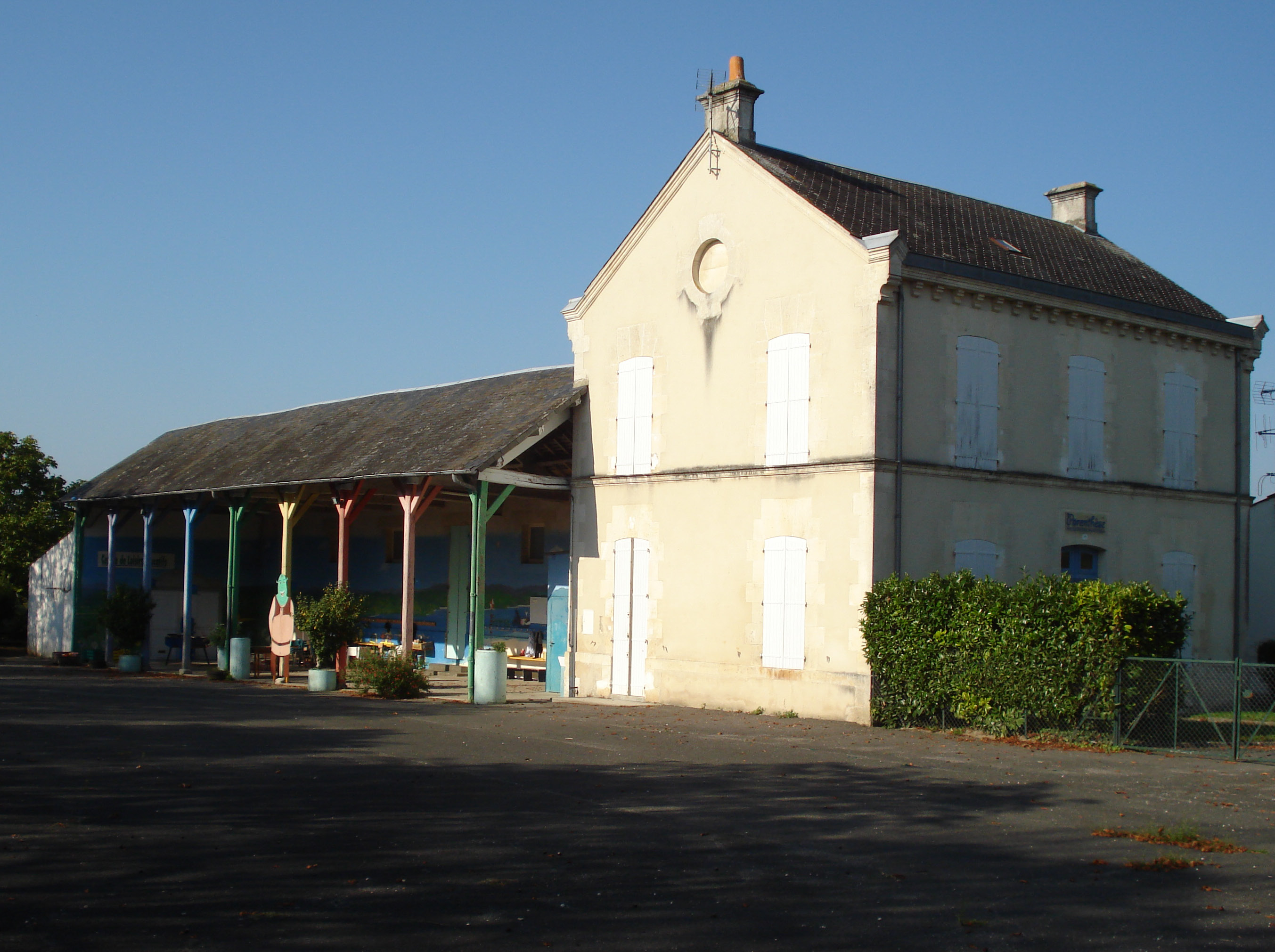
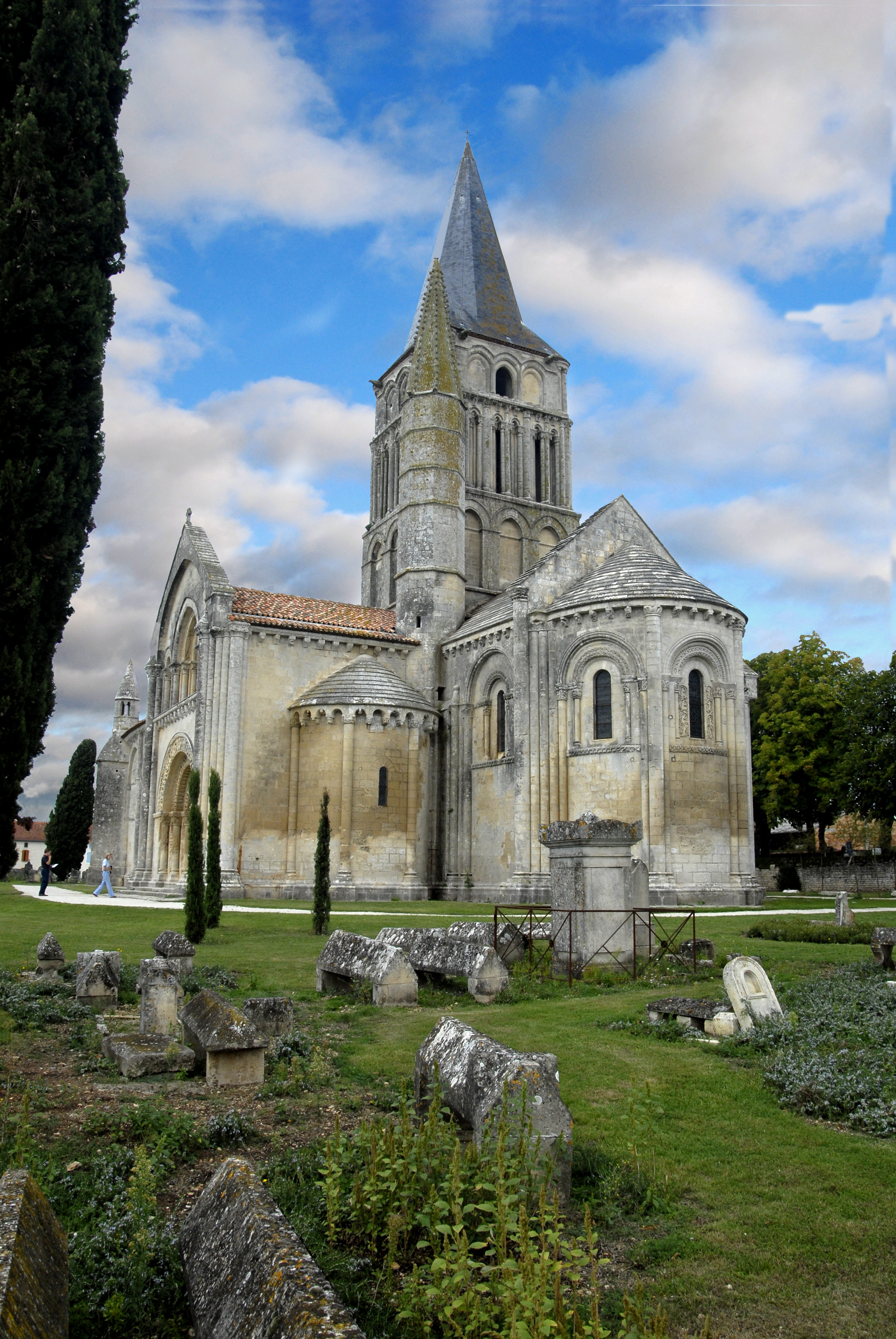
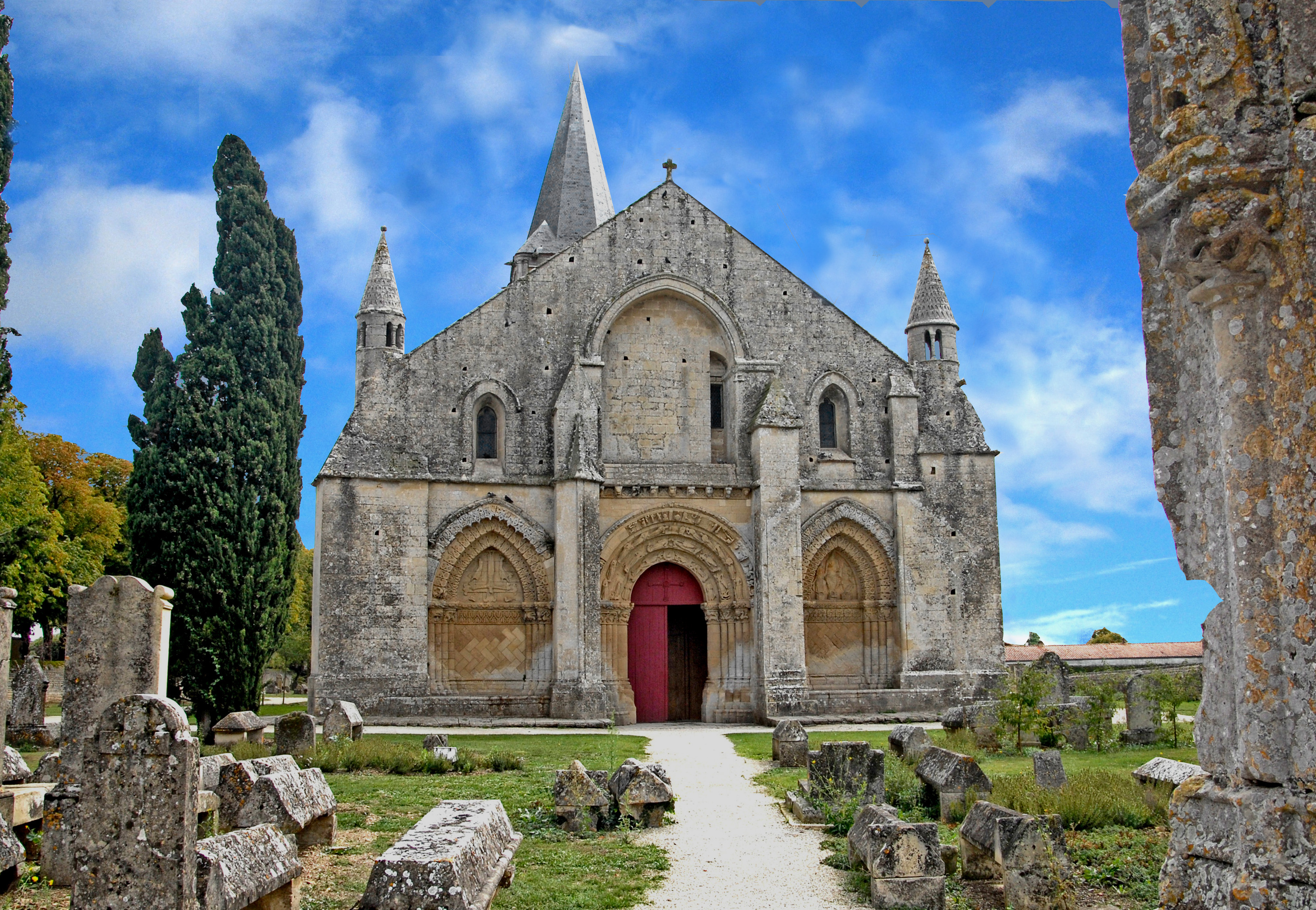